# 新宿区立愛日小学校
新宿区立愛日小学校（しんじゅくくりつ あいじつしょうがっこう）は、東京都新宿区北町にある小学校。

## 沿革
- 1870年（明治3年）7月15日 - 東京府仮小学第六校のうち、牛込の万昌院に設けられた東京府小学第三校が、学制発布ののちの吉井学校の前身となる。ちなみに第一校は鞆絵学校（現在の御成門小）、第二校は番町学校（番町小）などとなっている。
- 1880年（明治13年）7月31日 - 最古の小学校の一つであった加賀町の吉井学校と、牛込柳町にあった市ヶ谷学校が合併し、愛日学校が創立された。
- 1946年（昭和22年）4月1日 - 愛日国民学校閉校。
- 1957年（昭和32年）3月22日 - 東京都新宿区立愛日小学校設置が認可される。（愛日小学校復興決定）
- 2014年（平成26年）7月 - 北町校舎立て替えのために平成21年に閉校した東京都立市ヶ谷商業高等学校の校舎跡地に仮移転[1][2]。
- 2017年（平成29年）4月 - 新校舎竣工により北町に戻る[3]。
- 2023年（令和5年）
  - 1月 - 全教科 新宿区研究発表指定校となる[4]。
  - 11月20日 - 新宿区は令和6年度より区立小中校の給食費無償化を発表[5]。

小学校の児童数と教員数
| 年度     | 児童総数 | 1年生 | 2年生 | 3年生 | 4年生 | 5年生 | 6年生 | 教員数 | 職員数 |
| -------- | -------- | ----- | ----- | ----- | ----- | ----- | ----- | ------ | ------ |
| 平成25年 | 236人    | 43人  | 42人  | 38人  | 45人  | 35人  | 33人  | 18人   | 3人    |
| 平成26年 | 253人    | 54人  | 45人  | 41人  | 38人  | 42人  | 33人  | 19人   | 4人    |
| 平成27年 | 280人    | 58人  | 54人  | 45人  | 46人  | 37人  | 40人  | 19人   | 3人    |
| 平成28年 | 298人    | 68人  | 56人  | 52人  | 44人  | 46人  | 32人  | 20人   | 3人    |
| 平成29年 | 356人    | 77人  | 71人  | 60人  | 56人  | 44人  | 48人  | 23人   | 4人    |
| 平成30年 | 381人    | 72人  | 75人  | 75人  | 61人  | 55人  | 43人  | 26人   | 4人    |
| 令和元年 | 431人    | 84人  | 72人  | 77人  | 76人  | 63人  | 59人  | 26人   | 4人    |
| 令和2年  | 457人    | 80人  | 83人  | 74人  | 79人  | 76人  | 65人  | 27人   | 4人    |
| 令和3年  | 509人    | 108人 | 81人  | 85人  | 77人  | 83人  | 75人  | 27人   | 4人    |
| 令和4年  | 503人    | 77人  | 111人 | 77人  | 82人  | 77人  | 79人  | 28人   | 3人    |
| 令和5年  | 494人    | 61人  | 85人  | 110人 | 79人  | 80人  | 79人  | 26人   | 3人    |

## 主な出身者
- 夏目漱石（文豪 / 市ヶ谷学校出身）
- 永田鉄山（陸軍中将 / 統制派参照）
- 川田順（実業家・歌人）
- 石坂泰三（実業家・官僚、経団連会長）
- 大島浩（陸軍中将 / 東京裁判参照）
- 槇田久生（実業家、旧日本鋼管社長）
- 勝新太郎（俳優）